# Myrmelachista lauroatlantica
Myrmelachista lauroatlantica is een mierensoort uit de onderfamilie van de schubmieren (Formicinae). De wetenschappelijke naam van de soort is voor het eerst geldig gepubliceerd in 2006 door Longino.